# Riddersstraat (Brugge)

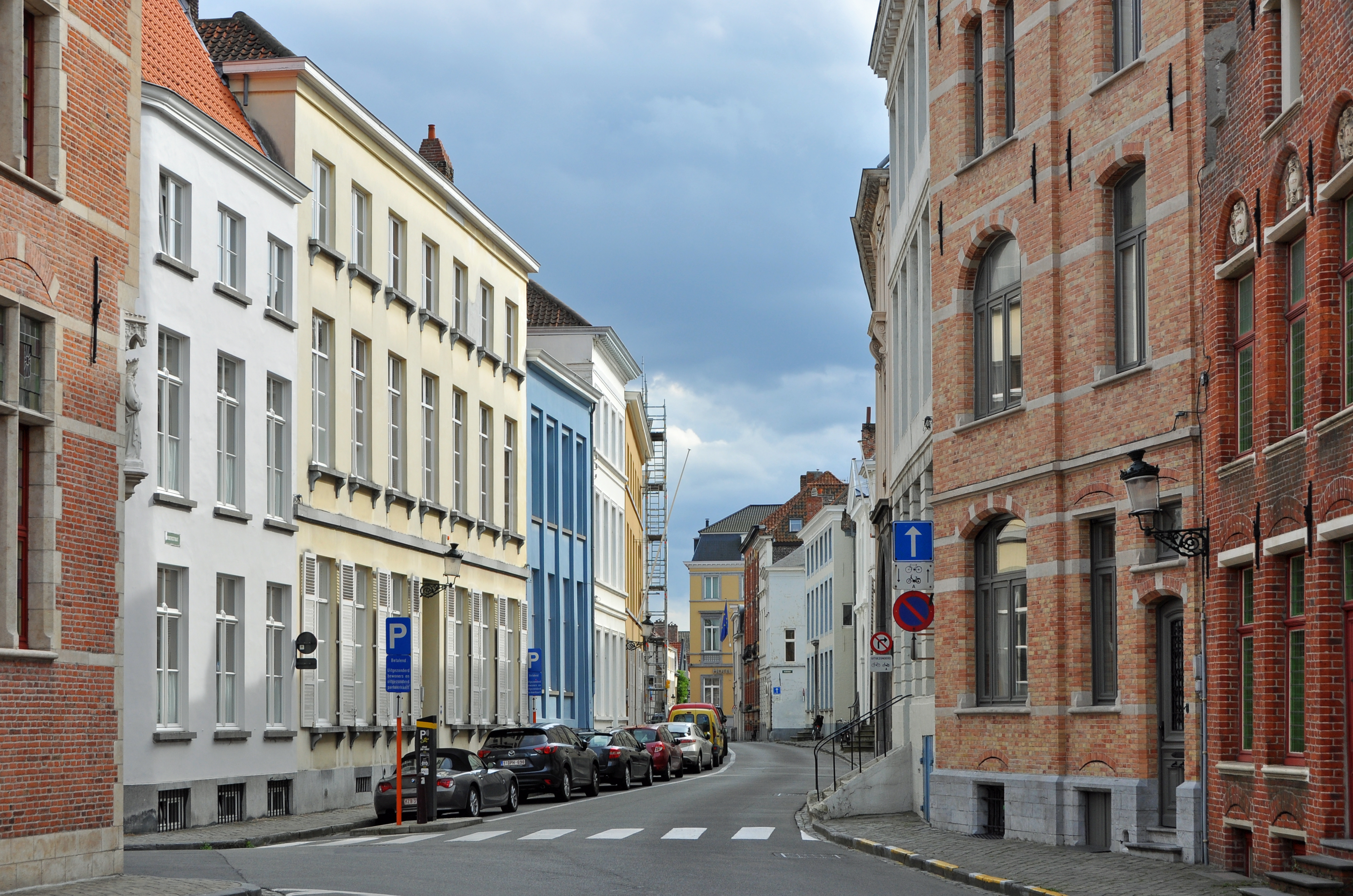
De Riddersstraat gezien vanuit de Engelsestraat

De Riddersstraat is een straat in Brugge.

## Beschrijving
De naam Riddersstraat komt al voor in
- 1302: Rudderstrate
- 1319: In Vico militum
- 1329: Rudderstraete.

Het is niet onmogelijk dat de straat naar een heer of familie De Ridder of De Rudder genoemd is, hoewel het toch waarschijnlijker wordt geacht dat het hier om een straat met rijke bewoners ging, onder wie een of meerdere ridders, waardoor de naam Riddersstraat in de volksmond werd aangenomen.
Galbert van Brugge vertelt in zijn verslag over de moord op Karel de Goede dat in of omtrent de Riddersstraat drie herenhuizen werden in brand gestoken. Toen al dus was het een wijk voor rijkelui.
De Riddersstraat loopt van de Hoogstraat naar de Engelsestraat. De Korte Riddersstraat sluit aan bij de Riddersstraat.

## Bekende bewoners
- Anselmus Boëtius de Boodt
- Bernard De Deurwaerder
- Jean-Brunon Rudd